# Gonyosoma oxycephalum
Espèce
Synonymes
- Coluber oxycephalus Boie, 1827
- Gonyosoma viride Wagler, 1828
- Alopecophis chalybeus Gray, 1849
- Aepidea robusta Hallowell, 1861
- Coluber jansenii Robinson & Kloss, 1920
(nec Gonyosoma jansenii Bleeker, 1858)

Statut de conservation UICN

 LC  : Préoccupation mineure
Gonyosoma oxycephalum, le Serpent ratier des mangroves , ou Serpent ratier vert à queue rouge, est une espèce de serpents de la famille des Colubridae.
Ce serpent peut mordre l'homme, mais il n'est pas dangereux.

## Habitat et répartition
Le serpent ratier à queue rouge se trouve dans les forêts tropicales, dans les jungles de basse altitude, dans les terres agricoles et dans les forêts de mangrove.
Cette espèce se rencontre en Asie du Sud-Est et notamment en Birmanie, au Cambodge, en Inde dans les îles Andaman, en Indonésie, au Laos, en Malaisie, aux Philippines, à Singapour, en Thaïlande et au Viêt Nam,.

## Description

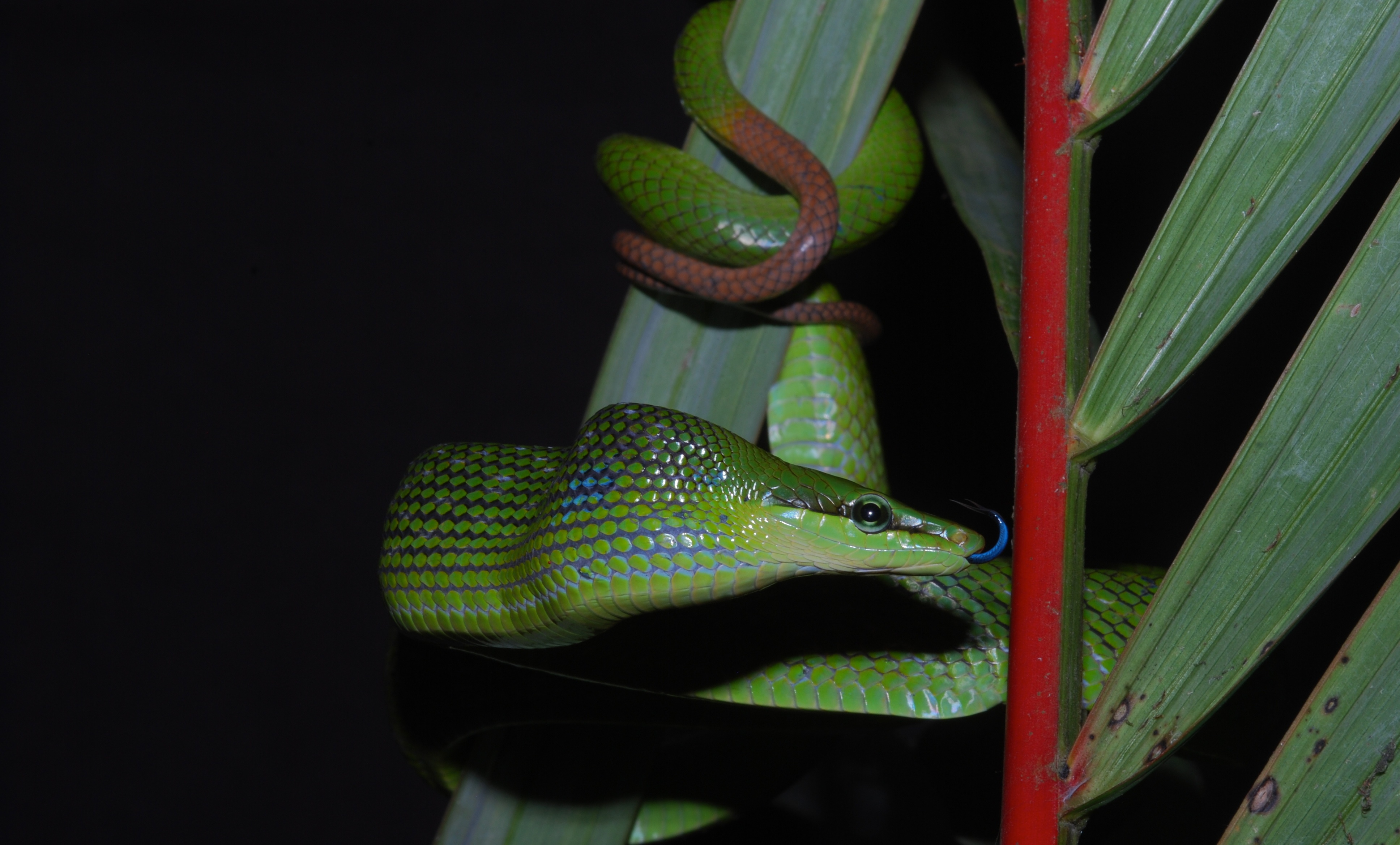
Gonyosoma oxycephalum (parc national de Taman Negara, Malaisie).

Gonyosoma oxycephalum mesure de 1,6 à 2,3 m.
Son corps est vert devenant violet à son extrémité caudale avec des écailles bordées de noir. Le dessus de la tête est vert et séparé du dessous de couleur vert clair à jaune par une ligne noire horizontale passant au niveau des yeux. La jonction entre le corps et la queue peut présenter quelques écailles jaunes.
Sa langue est bleue et il présente un point bleu foncé à l'intérieur de sa gueule.
Des cas de variation de couleur où Gonyosoma oxycephalum est globalement gris peuvent être rencontrés.

## Écologie
C'est une espèce arboricole des forêts tropicales très active en journée.
Il mange dans les arbres des oiseaux et des petits mammifères dont des chauves-souris et se nourrit aussi de rats, de souris et de lézards.
L'accouplement de ce serpent se déroule dans les branches des arbres.

## Galerie

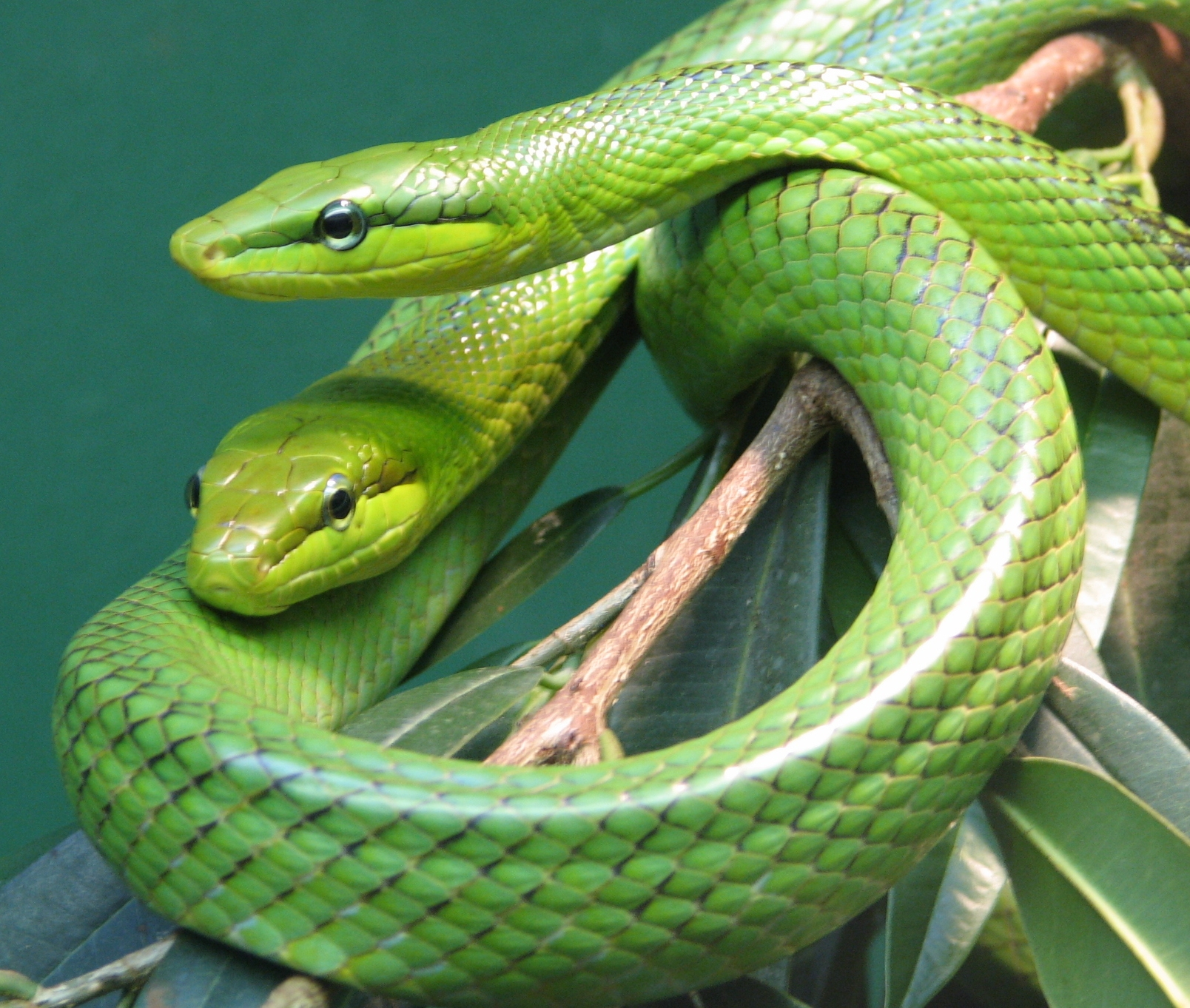
Serpents ratiers des mangroves.
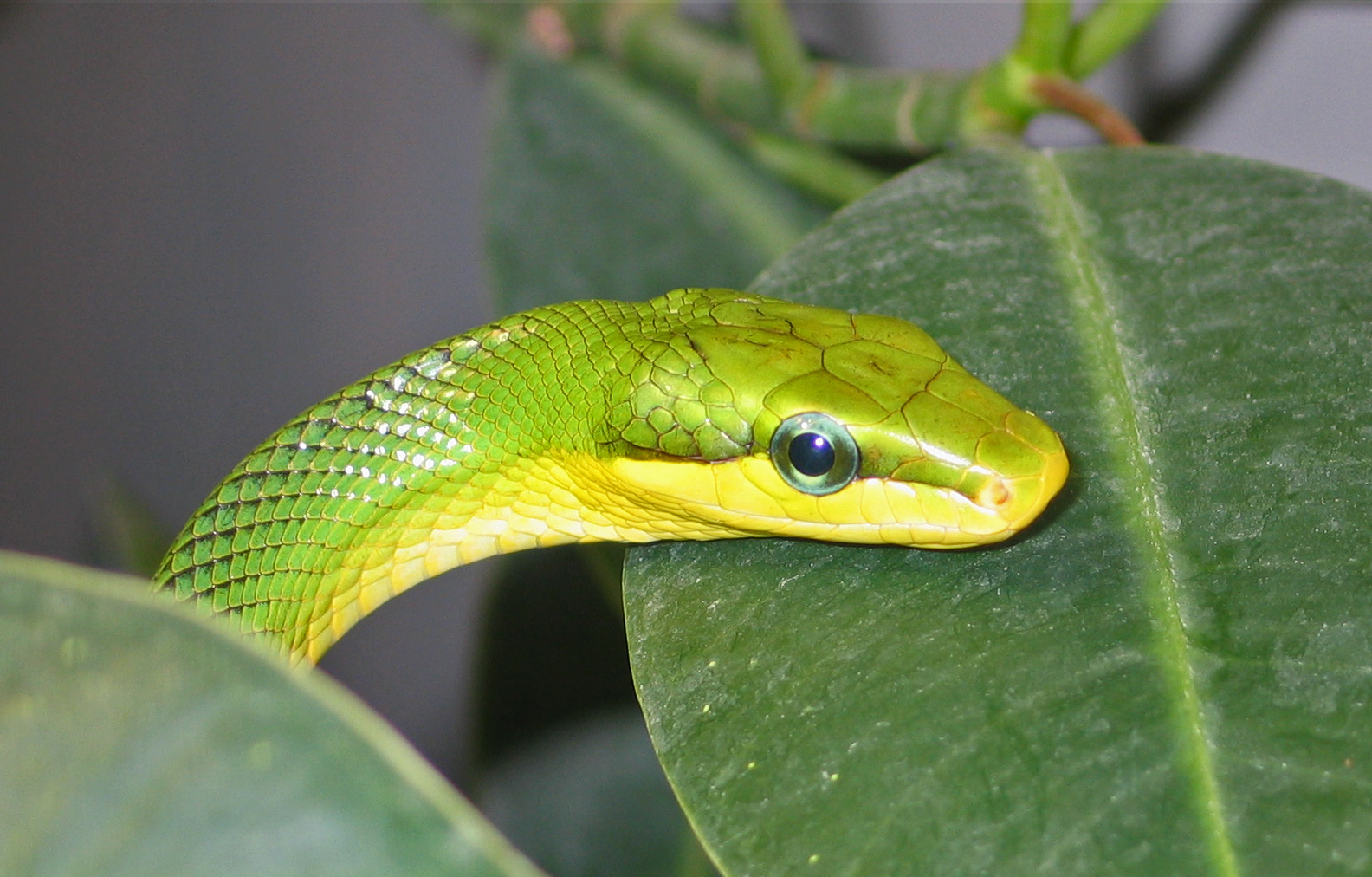
Tête de serpent ratier des mangroves.
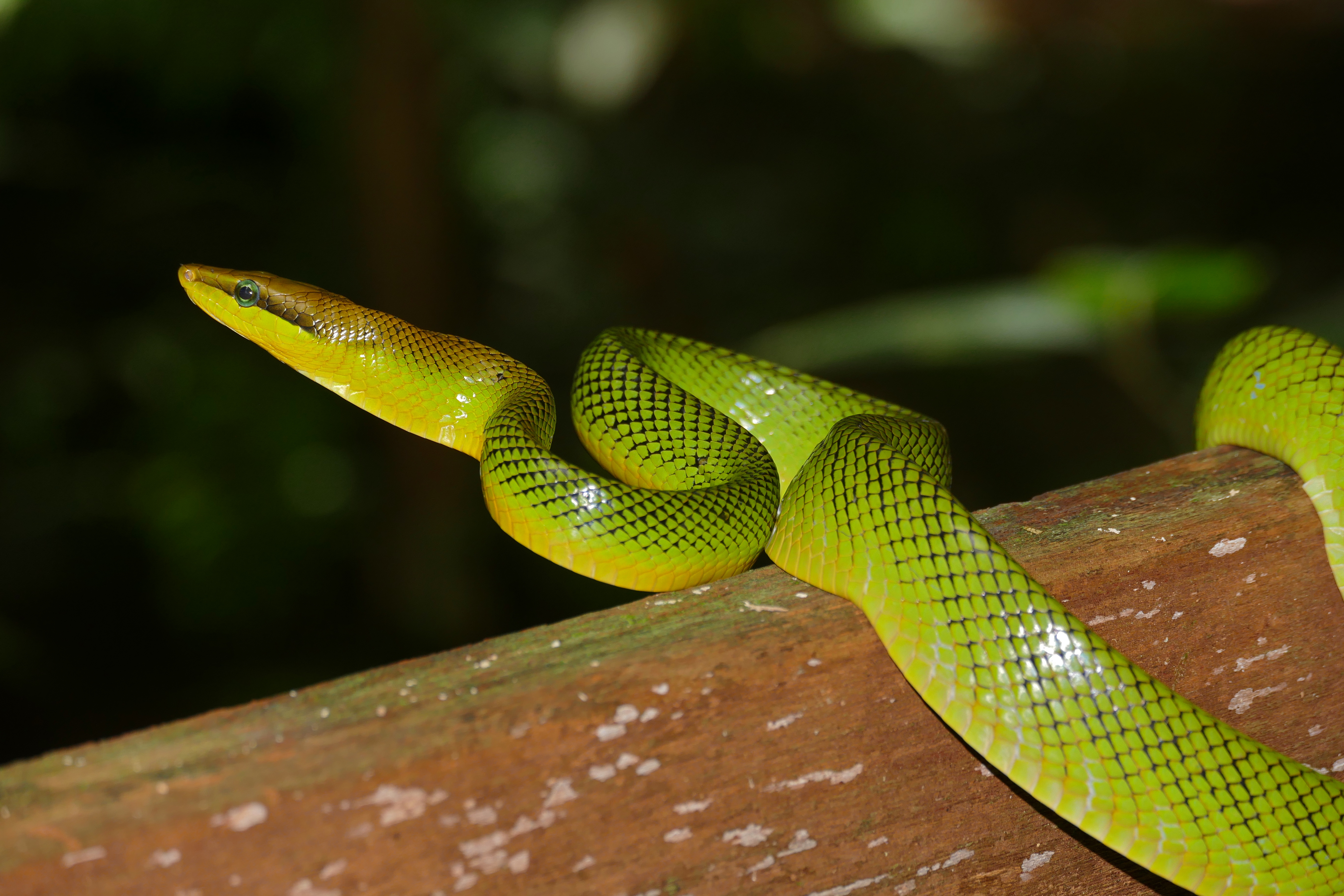
Gonyosoma oxycephalum (parc national du Gunung Mulu, Malaisie).
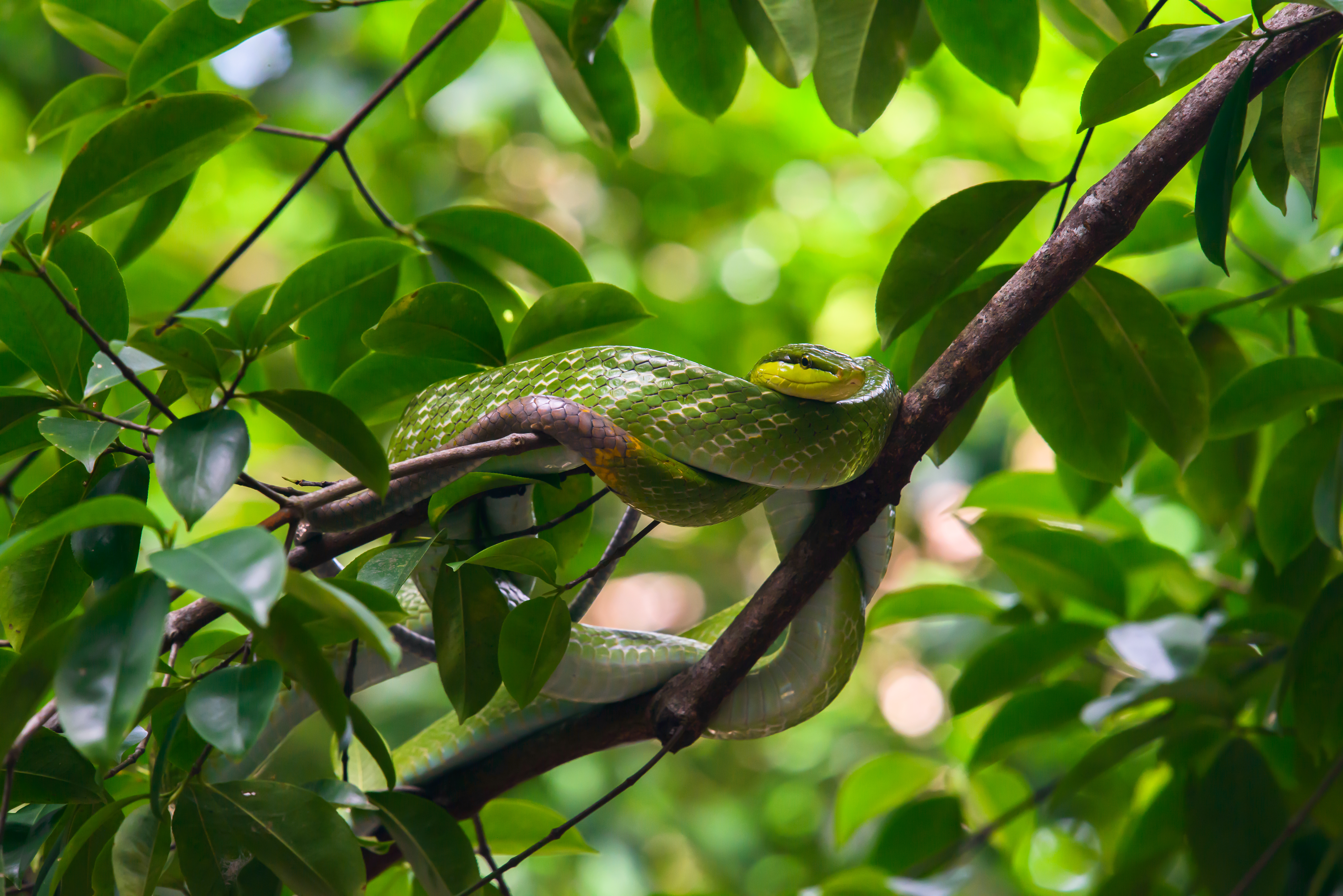
Serpent ratier vert à queue rouge dans les arbres.
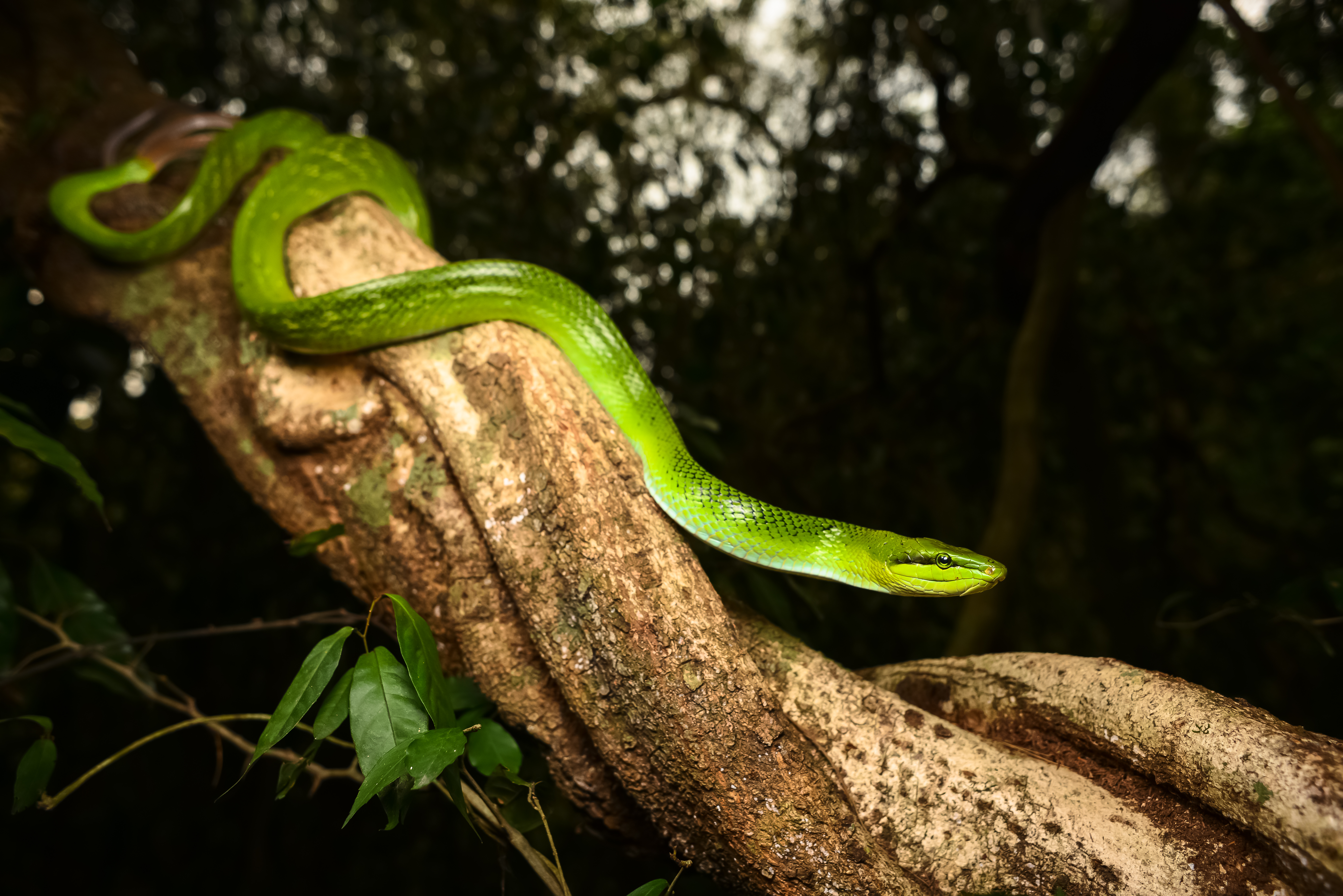
Vue complète (parc national de Kaeng Krachan, Thaïlande).
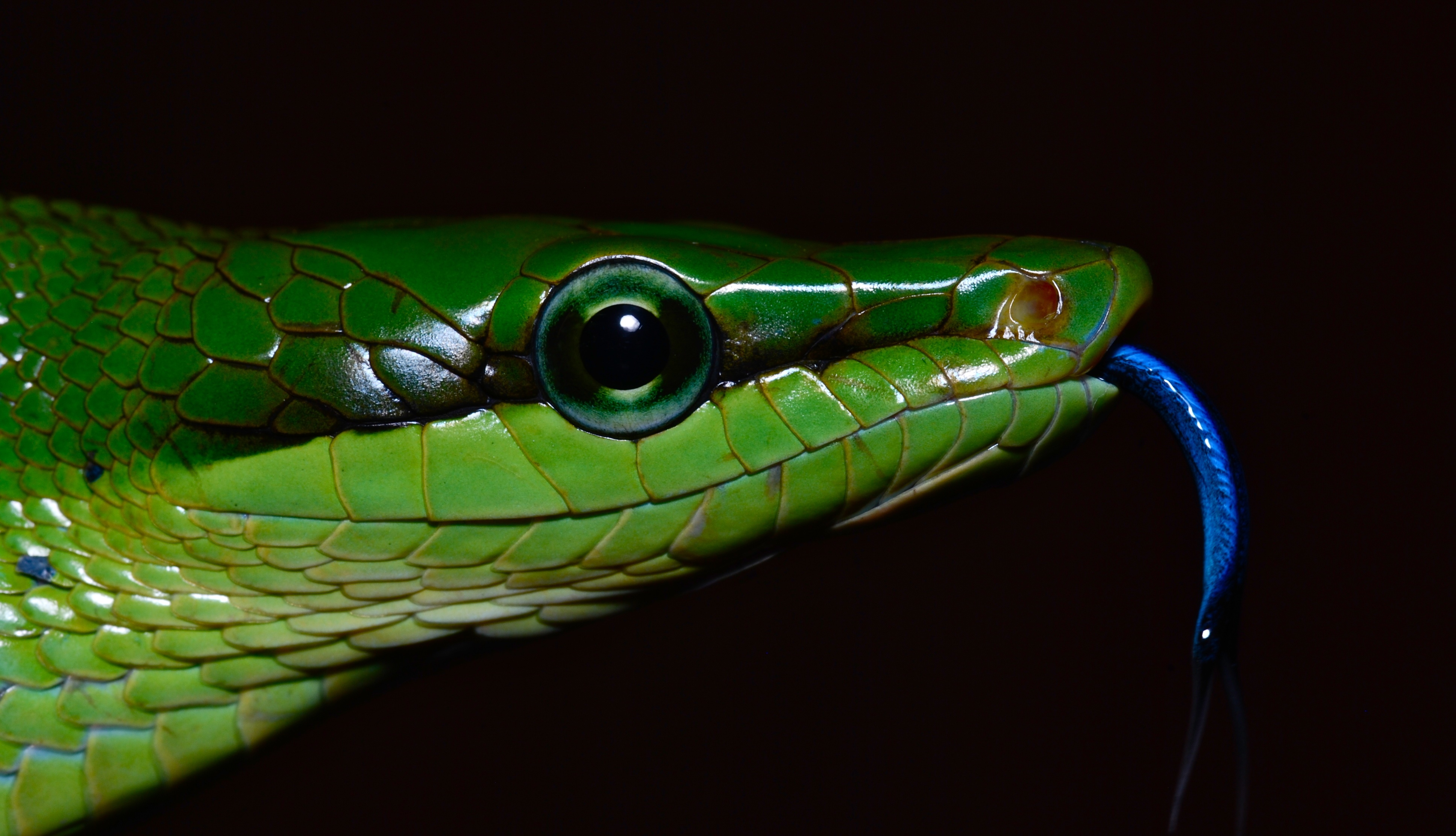
Gonyosoma oxycephalum et sa langue bleue.

## Publication originale
- (de) Boie, 1827 : Bemerkungen über Merrem's Versuch eines Systems der Amphibien, 1. Lieferung: Ophidier. Isis von Oken, Jena, vol. 20, p. 508-566 (texte intégral)